# Virgen con el Niño (Juan de Juni)
La Virgen con el Niño, también conocida como Virgen de los Frutos y al parecer antiguamente como Nuestra Señora de Duero, es una obra realizada por Juan de Juni hacia 1570. Está ubicada en la Iglesia de Nuestra Señora de la Asunción de Tudela de Duero, en Valladolid (Castilla y León, España).

## Historia

### Origen
En caso de tratarse de la antiguamente venerada imagen de Nuestra Señora de Duero, los orígenes de la talla se situarían en el Priorato de Santa María de Duero, ubicado a aproximadamente 3 kilómetros de Tudela de Duero. El monasterio fue fundado en el siglo ix por el rey Ramiro I de Asturias y en principio consistía en un cenobio conocido como Santa María de Mámbulas debido a las cercanas mamblas (pequeñas elebaciones de terreno con forma de seno) que dividían los valles del Duero y del Jaramiel. Tras su destrucción por las tropas de Almanzor durante las violentas batallas libradas en la línea del Duero, entonces frontera natural entre los territorios musulmanes y cristianos, en 1067 el rey Sancho II de Castilla donó las ruinas del abandonado cenobio al Monasterio de Santo Domingo de Silos, siendo la iglesia reconstruida y viviendo el monasterio su periodo de mayor esplendor tras el distanciamiento de la línea enemiga, aunque no será hasta el siglo xviii cuando, con el consentimiento de Silos, se lleve a cabo la renovación del inmueble, demasiado pequeño para dar cabida al gran número de devotos llegados desde Tudela para participar en determinadas celebraciones, aparte de que la iglesia sufría varios desperfectos de suma importancia, siendo la primera piedra colocada en una ceremonia solemne en 1774. Con una única nave y ábside trilobulado, posee varias semejanzas con los templos dieciochescos de Rueda y Renedo de Esgueva, aunque en el siglo xix el conde de la Oliva procedió a efectuar varias reformas en el edificio tras adquirirlo en 1893; convirtió el cenobio en vivienda particular además de dotarlo de un estilo neogótico entonces de moda, dando al inmueble la apariencia de un castillo al añadir almenas y torres en las esquinas.: 1 

### Devoción y desaparición
Nuestra Señora de Duero, imagen titular del priorato, poseía gran devoción entre los fieles de Tudela, quienes acudían con asiduidad al monasterio para realizar ruegos o rezar ante la talla a pesar de la distancia a la que se hallaba el cenobio. El fervor popular llevó a la creación de la Cofradía de Nuestra Señora de Duero, cuyas primeras noticias datan de 1603, año en que figura en el libro de visitas de la parroquia de Tudela, aunque casi con total seguridad ya existía a finales del siglo xvi. La cofradía se dirigía al priorato una vez al año para oficiar misas y llevar a cabo procesiones en torno al monasterio, llevando ocasionalmente la talla de la Virgen hasta la villa para los festejos parroquiales.: 1–2  La devoción a la imagen aumentó tras serle atribuida la curación de varios enfermos que se encomendaron a ella así como el cese de una gran sequía en 1612, cuando a petición de los tudelanos el prior Baltasar Guerrero autorizó la procesión de la imagen hasta la iglesia de la villa, desatándose una fuerte lluvia la misma tarde en que la Virgen salió del monasterio, motivo por el que se le otorgó fama de milagrosa.: 374  Esta devoción provocaría gran recelo en los sacerdotes de la iglesia de Tudela en el siglo xviii; estos estaban en contra de que los fieles fuesen al lejano priorato a venerar a Nuestra Señora de Duero y abogaban porque se rezase ante imágenes emplazadas en la propia villa, como la Virgen de la Soledad, llegando por ello al extremo de solicitar la intervención del obispo. Debido al fracaso de esta petición, en una de las procesiones de la Virgen desde el cenobio hasta la iglesia parroquial los clérigos intentaron apropiarse de la talla impidiendo que esta abandonase el templo, maniobra que no tuvo éxito, siendo las relaciones entre el cabildo de la parroquia y el prior del monasterio nada favorables. El cabildo volvería a sentir un gran recelo cuando el ayuntamiento solicitó el traslado de la imagen de la Virgen a la aldea con motivo de otra sequía; el religioso insistió en que los fieles debían venerar a la Virgen de la Soledad en vez de a Nuestra Señora de Duero, si bien la intercesión del provisor del obispado en favor del traslado de la imagen para que los habitantes pudiesen rezar ante ella hasta el fin de la sequía frustró nuevamente sus planes. Irónicamente, a finales del siglo xviii la decadente situación del cenobio motivó que la talla fuese conducida definitivamente a la iglesia parroquial, donde hacia 1890, según Juan Ortega Rubio, recibía culto en el altar de las Mercedes y era objeto del mismo grado de devoción que en épocas pasadas. Es en este punto donde se pierde el rastro de la imagen, no quedando en la actualidad nadie en Tudela que recuerde ninguna talla de la Virgen bajo la advocación de Nuestra Señora de Duero.: 1–2 

### Identificación
En el libro Aspectos de la historia de Tudela de Duero (1988), Martín Viana identificó la imagen del priorato con la talla sedente de una Virgen encuadrada en el románico de transición y fechada entre los siglos xii y xiii, si bien Juan José Martín González, siguiendo la tesis de Ortega Rubio, quien señaló una imagen de la Inmaculada Concepción conservada en la iglesia parroquial de Tudela aunque sin especificar a qué talla en concreto se refería, defendió que la imagen de Nuestra Señora de Duero se correspondía con una talla de Juan de Juni venerada en un retablo auxiliar del templo, aunque no expuso en qué argumentos se basaba para esta adjudicación. De acuerdo con Ángel Saiz González, resulta altamente improbable que una imagen de tanta devoción hubiese caído tan rápido en el olvido, por lo que siguiendo la postura de Martín González defendió que la Virgen de Juni se correspondía con la talla de Nuestra Señora de Duero con base en varias circunstancias. La primera de ellas tiene que ver con el carácter procesional de la pieza, la cual era portada por los alrededores del monasterio y una vez al año llevada a Tudela para ser objeto de un novenario en el templo parroquial; este aspecto resulta de gran importancia ya que la Virgen de Juni está tallada por la parte posterior con mucho detalle, lo cual evidencia su función procesional puesto que las imágenes destinadas a ser veneradas en un retablo suelen tener la parte posterior sin trabajar ya que la misma permanece oculta (al igual que la Virgen de Tudela, Juni talló por todas sus caras la Virgen de las Angustias de Valladolid, fechada hacia 1561, debido a que era una imagen procesional). Otro detalle que refleja la función de la Virgen de Tudela es un cilindro sobre su cabeza el cual tenía el cometido de afianzar una corona de modo que la misma no cayese durante las procesiones además de facilitar su retirada y cambio por otra dependiendo de las festividades, siendo este uno de los primeros postizos usados por Juni.: 3–4  Del mismo modo destacan sus pequeñas dimensiones (125 cm), lo cual indica que con su reducido tamaño se pretendía facilitar el recorrido de alrededor de 3 kilómetros entre el priorato y la villa. Esta procesión era realizada por la Cofradía de Nuestra Señora de Duero, existente casi con total seguridad a finales del siglo xvi, aunque el monasterio no llegaría a estar bajo esta advocación hasta principios del siglo xvii, si bien ambas fechas resultan muy cercanas; teniendo en cuenta que la talla está datada en la última etapa de Juni, en torno a la década de 1570: 4  (aunque también se la fecha hacia 1560), la creación de la cofradía y el cambio de denominación del cenobio quedarían explicados por la fama tan rápidamente adquirida por la imagen.: 4 
Saiz González menciona la iconografía como el segundo aspecto que permite identificar esta talla con Nuestra Señora de Duero; el que la Virgen sea representada ofreciendo varias frutas al Niño constituye un hecho de carácter excepcional dentro de la iconografía mariana, motivo por el que popularmente se la conoce como Virgen de los Frutos. Lo más común es que la Virgen aparezca ofreciendo a su hijo una única fruta, generalmente una pera, quedando San Diego de Alcalá como la única figura en cuya iconografía se recoge la ofrenda de una gran variedad de frutas, símbolo que desde antiguo alude a la fertilidad y que en el caso de Tudela de Duero tiene que ver más con la agricultura de la campiña de la zona, elogiada ya en el siglo xvi por el embajador de Venecia Andrés Navagero, siendo una de las circunstancias que más fama otorgó a Nuestra Señora de Duero el fin de la grave sequía de 1612 con la llegada de fuertes lluvias. Finalmente la devoción por parte del campesinado llevaría a su traslado a la iglesia de la parroquia tras la decadencia del priorato, estando Nuestra Señora de Duero fuertemente vinculada a la agricultura desde siempre, todo ello reflejado iconográficamente en la Virgen de Juni. El tercer y último detalle que según Saiz González permite identificar a la pieza de Juni como la Virgen del priorato radica en su desconcertante emplazamiento: la imagen recibe culto en un retablo auxiliar de estilo barroco propio del siglo xviii ubicado a los pies de la iglesia, junto al muro que cierra el coro en la nave de la epístola, pudiendo ser este el altar de las Mercedes mencionado por Ortega Rubio. Resulta extraño que una obra de tanta calidad y de la etapa de mayor esplendor de Juni se encuentre en un lugar secundario, aunque en la estructura la Virgen sí ocupa una posición prominente al presidir la hornacina principal, decorada con casetones. Esta circunstancia quedaría no obstante explicada por el traslado de la talla de Nuestra Señora de Duero al templo a finales del siglo xviii, cuando los demás espacios de la iglesia estaban ya ocupados por los retablos auxiliares de otras cofradías.: 4–5 

## Descripción

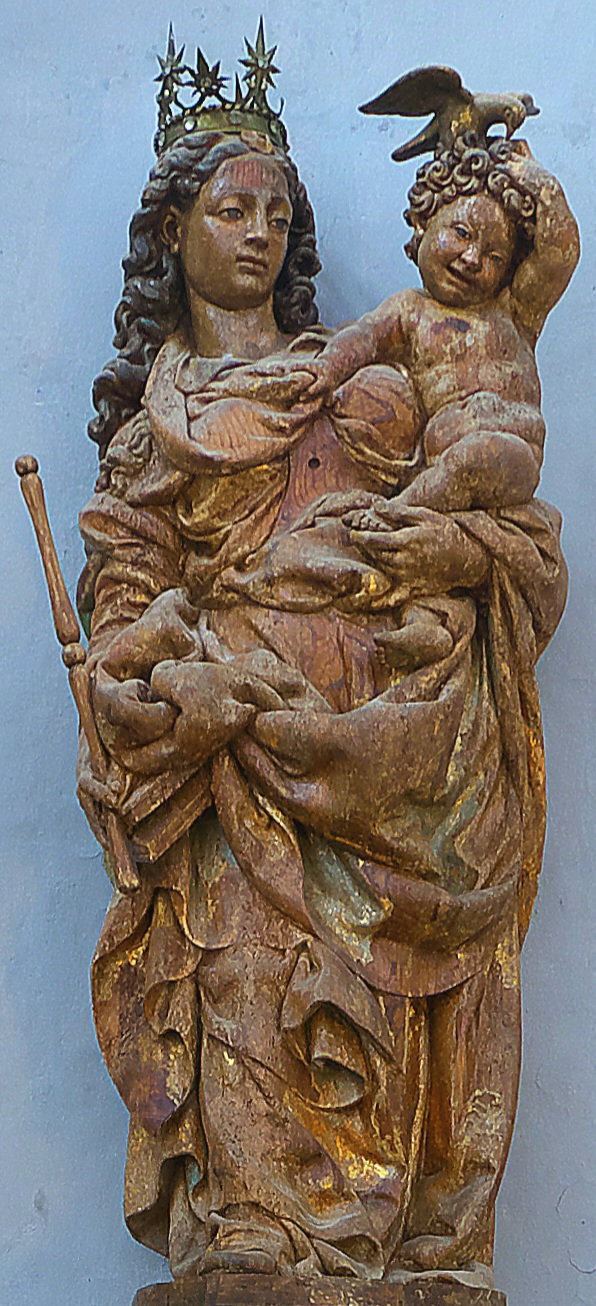
Virgen con el Niño (c. 1560), por Juan de Juni. Real Monasterio de Santa María de Veruela.

Dada a conocer tanto al público como a los especialistas por Federico Wattenberg en una exposición del Museo Nacional de Escultura en la década de 1960, momento en que fue asignada por primera vez a Juni, la Virgen con el Niño se encuadra en la tipología de matrona romana con una clara influencia de la escultura sienesa, aprendida por el artista durante su etapa formativa en Italia, siendo esta pieza una de las obras más italianas de su catálogo. Dotada de un fuerte carácter miguelagelesco, María figura de pie sosteniendo a su hijo con el brazo izquierdo y hundiendo la mano en la pierna izquierda de Jesús. Con la mano derecha recoge el manto, donde destacan varias frutas y flores frente a su vientre en referencia a la fecundidad. El rostro de la Virgen es de gran delicadeza y en él se aprecia una leve sonrisa dirigida al Niño, siendo la carnación a pulimento y destacando unas mejillas sonrosadas en madre e hijo así como una nariz y unas cejas de influencia clásica en el caso de María, cuya cabellera, dorada y de formas onduladas, aparece colocada detrás de las orejas, lo que permite apreciar al completo esta parte anatómica así como la forma ovalada del rostro. Justo encima de la frente, en la zona donde nace el pelo, se halla una joya, característica particular de Juni a la que el maestro recurrió en varias de sus obras, si bien la costumbre de incluir joyas en las imágenes era algo habitual ya en el siglo xv aunque durante el Renacimiento quedaría en desuso, erigiéndose Juni como el único representante de esta variante dado su gusto por la suntuosidad tanto en la ropa como en los accesorios, generalmente colocados en la frente o a modo de broche a la altura del cuello. En el caso concreto de la Virgen de Tudela, la joya, de forma circular y circundada por un anillo compuesto de perlas, está colocada en la parte frontal a modo de adorno de un tocado.: 5–6 
En lo relativo a la indumentaria, esta muestra dorados en su práctica totalidad, siendo únicamente los bordes del manto donde se ha aplicado policromía, destacando en ellos una elaborada ornamentación consistente en diminutas superficies pintadas y decoradas con labores de esgrafiados sobre un fondo azul intenso. Este detalle resulta poco común ya que dificulta distinguir la túnica del manto al estar ambas zonas tratadas de idéntica forma. Por su parte, los pliegues exhiben una delicada caída con voluminosas formas, reminiscencia de las obras en barro con las que Juni logró gran fama, pareciendo estos gruesos bultos más un modelado que un tallado. Pese al prominente volumen de los paños, se puede adivinar un cuerpo de importante robustez y anatómicamente desproporcionado a causa del empleo de una escala inferior al natural, hecho esto con toda probabilidad para facilitar el traslado de la imagen durante las procesiones. La talla en sí dibuja una forma oval casi perfecta que dota a la pieza del equilibrio propio de la última etapa del escultor, lo que facilita su datación, haciendo gala la figura del Niño de una pose forzada muy propia de Juni a la vez que muestra un escorzo juguetón que dota de gracia y simpatía a la obra,: 6  aspecto que recuerda a la Virgen con el Niño emplazada en la sacristía del Real Monasterio de Santa María de Veruela, elaborada por Juni hacia 1560 y que al igual que la Virgen de Tudela posee un cilindro para sostener una corona. La figura de Jesús es rolliza y rechoncha, con el cabello decorado con caracolillos y un mechón abultado encima de la frente, teniendo las mejillas sonrosadas y en términos generales una apariencia infantil plasmada con gran perfección. Respecto al estilo de la pieza, en ella confluyen tres ramas fundamentales: la rama francesa en el tratado de los pliegues y en las formas que recuerdan al modelado en barro de la escultura borgoñona; la rama italiana, la más predominante, por estar la Virgen encuadrada en la tipología de matrona romana; y la rama castellana por la espiritualidad de la imagen.: 6–7 

## Réplica

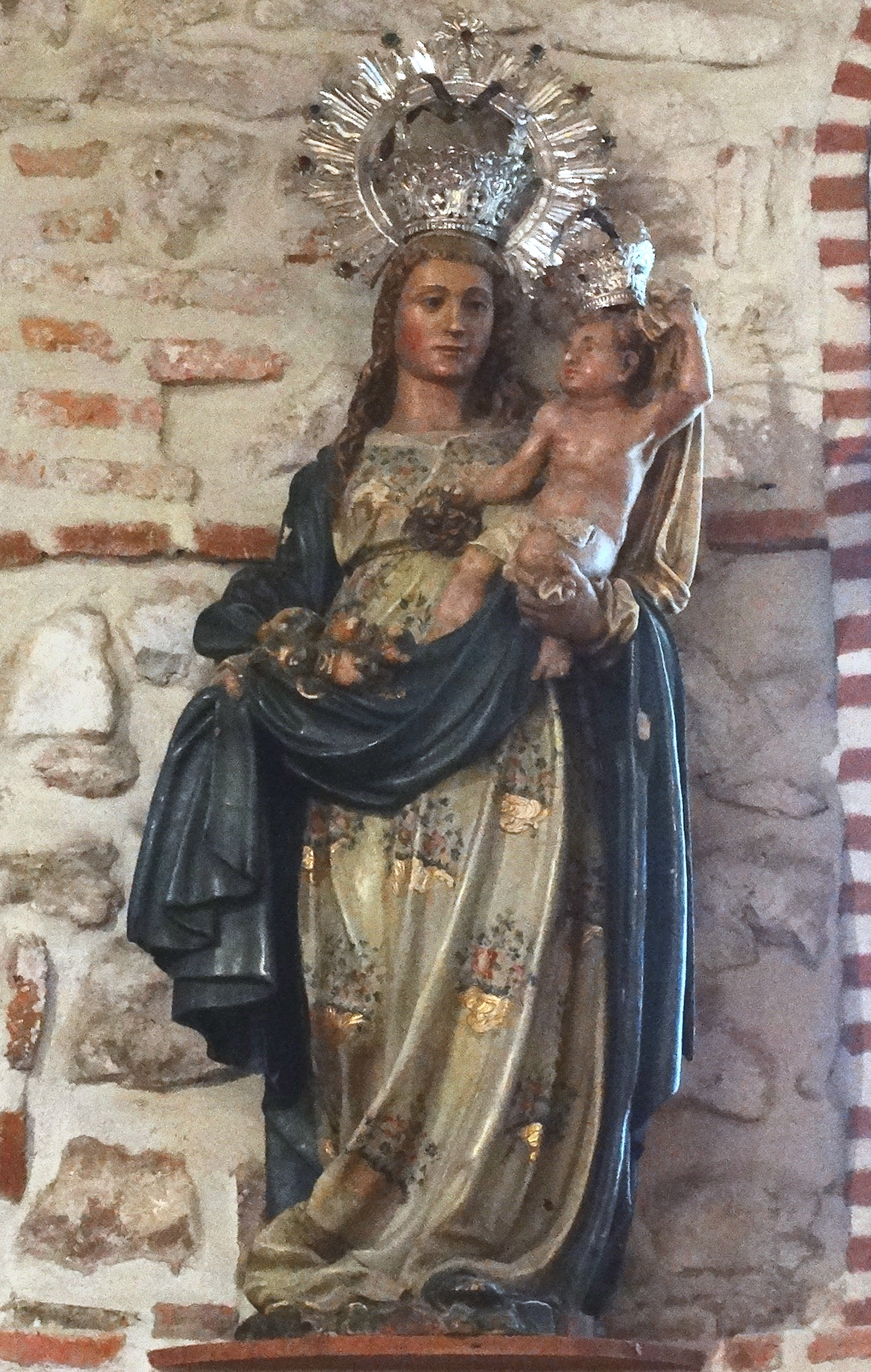
Virgen con el Niño (1571), por Manuel Álvarez. Iglesia de Nuestra Señora de los Remedios de La Parrilla.

Esta talla despertó una gran admiración en el escultor palentino Manuel Álvarez, quien a pesar de haberse formado con Alonso Berruguete en la sillería coral de Toledo quedó maravillado con la imaginería de Juni, cuya estética incorporó a su estilo ecléctico. Álvarez se encontraba en Tudela en 1569 y allí recibió la visita del mayordomo de la iglesia de La Parrilla para hablar acerca de las cuentas de una custodia que había realizado para dicho templo, recibiendo en 1571 un pago en concepto de una talla de la Virgen creada también para esa iglesia y que fue reaprovechada en su momento para el retablo mayor, obra de 1744. Para realizar esta imagen Álvarez tomó como modelo la Virgen de Tudela de Duero; es posible que durante su labor en el retablo mayor del templo tudelano presenciase alguna de las procesiones o que tal vez, debido a la admiración que sentía por Juni, acudiese al priorato para observar la talla, aunque es posible también que el cabildo de La Parrilla le pidiese tomar como referente la imagen de Tudela debido a la fama que ostentaba en aquel entonces y que podría haber trascendido a localidades cercanas. Pese al gran parecido entre ambas, la Virgen de La Parrilla es de una calidad notablemente inferior puesto que se trata de una obra de taller, mientras que la mala policromía aplicada en el siglo xviii nada tiene que ver con la original, obra del pintor vallisoletano Martín de Alderete.: 7 